# 2004年夏季残疾人奥林匹克运动会巴拿马代表团
2004年夏季残疾人奥林匹克运动会巴拿马代表团是巴拿马派出的2004年夏季残疾人奥林匹克运动会代表团。获得1枚银牌。